# Kelly Reilly
Kelly Reilly (Chessington, Anglia, 1977. július 18. –) angol színésznő.
2004-ben a valaha élt legfiatalabb színésznőként jelölték Laurence Olivier-díjra a legjobb színésznő kategóriában. A pozíción ma már Anna Maxwell Martinnal osztozik.

## Élete és pályafutása
A Surrey megyében fekvő Chessingtonban született és nőtt fel. Édesapja, Jack Reilly a rendőrségnél, édesanyja egy kórházban dolgozott recepciósként. Kingstonban a Tolworth Girls' School nevű leányiskolában tanult. A színészek világát azután választotta, miután látta a The Resistible Rise of Arturo Ui című darabot. Ennek hatására először az Első számú gyanúsított egyik epizódjában debütált, mindössze 17 évesen, miközben még tanulmányait folytatta. Az epizódban Helen Mirren mellett szerepelt. Később szívesen alakította a Mirren által megformált szereplő fiatalabb énjét a Végakarat (2001) című filmben. Színművészeti iskolába pénzügyi okok miatt nem járt. 
Első hivatásos filmszerepeit követően az angol színpadon tűnt fel. Négy közös produkciója is volt Terry Johnson drámaíróval: Elton John’s Glasses (1997), The London Cuckolds (1998), The Graduate (2000) és a Piano/Forte (2001). A Piano/Forte című darabot maga Johnson írta Kellynek, s így nyilatkozott utána: „Kelly talán a legtermészetesebb, leghamisítatlanabb, minden ízében színésznő, akivel valaha is együtt dolgoztam.” Patrick Marber, az After Miss Julie (2004) című darab rendezője ezt mondta róla: „Nem csak teljesen ösztönösen színészkedik, de ráadásul teljesen őszintén is.” Reilly maga úgy nyilatkozott, a legtöbbet Karel Reisztől tanulta, aki a The Yalta Game in Dublin (2001) című színművet rendezte: „Ő volt a mesterkurzusom. Sehogy sem lettem volna képes megformálni Miss Julie-t, ha nem játszom ebben a darabban.”
Az első főszerepet a Gyilkos kilátások című 2008-as horrorfilmben kapta. A 2009-ben indult brit Above Suspicion című bűnügyi drámasorozatban 2012-ig szerepelt. Ebben az évben még két nagy produkcióban mutatkozott meg: Sherlock Holmes (Watson barátnőjeként) és Az igazság nyomában.
2015-ben a True Detective – A törvény nevében második évadjában kapott főszerepet. 2016-ban egy akcióthriller, A forradalom napján mellékszereplője volt. A 2018-ban indult Yellowstone című western-drámasorozatban főszereplőként tűnik fel.

## Magánélete
2007–2009 között Jonah Lotan színész jegyese volt. 2010-ben ismerte meg Kyle Baugher bankárt, akivel 2012-ben házasodtak össze.

## Filmográfia

### Film
| Év   | Magyar cím                     | Eredeti cím                        | Szerep           | Magyar hang        |
| ---- | ------------------------------ | ---------------------------------- | ---------------- | ------------------ |
| 2000 | Papás-mamás                    | Maybe Baby                         | Nimnh            |                    |
| 2000 |                                | Peaches                            | Cherry           |                    |
| 2001 | Végakarat                      | Last Orders                        | Amy fiatalon     |                    |
| 2001 |                                | Starched (rövidfilm)               | Maid             |                    |
| 2002 | Lakótársat keresünk            | L'Auberge Espagnole                | Wendy            |                    |
| 2003 | Holttestek                     | Dead Bodies                        | Viv McCormack    |                    |
| 2004 | Rochester grófja – Pokoli kéj  | The Libertine                      | Jane             | Németh Kriszta     |
| 2005 | Még mindig lakótársat keresünk | Les Poupées russes                 | Wendy            |                    |
| 2005 | Büszkeség és balítélet         | Pride & Prejudice                  | Caroline Bingley | Spilák Klára       |
| 2005 | Mrs. Henderson bemutatja       | Mrs Henderson Presents             | Maureen          | Huszárik Kata      |
| 2007 | Szemgolyó                      | Puffball                           | Liffey           | Horváth Lili       |
| 2008 | Gyilkos kilátások              | Eden Lake                          | Jenny            | Solecki Janka      |
| 2008 | Én és Orson Welles             | Me and Orson Welles                | Muriel Brassler  | Varga Gabriella    |
| 2009 | Sherlock Holmes                | Sherlock Holmes                    | Mary Morstan     | Németh Borbála     |
| 2009 | Az igazság nyomában            | Triage                             | Diane            | Rudolf Teréz       |
| 2010 |                                | Meant to Be                        | Amanda           |                    |
| 2010 | Bemutatom a barátom            | Ti presento un amico               | Sarah            |                    |
| 2011 | Edwin Boyd                     | Citizen Gangster                   | Doreen Boyd      | Bogdányi Titanilla |
| 2011 | Sherlock Holmes 2. – Árnyjáték | Sherlock Holmes: A Game of Shadows | Mary Watson      | Kovács Patrícia    |
| 2012 | Kényszerleszállás              | Flight                             | Nicole           | Balsai Móni        |
| 2013 | Egyetlen lövés                 | A Single Shot                      | Jess             | Horváth Lili       |
| 2013 | Már megint lakótársat keresünk | Casse-tête chinois                 | Wendy            | Szávai Viktória    |
| 2013 |                                | Innocence                          | Pamela Hamilton  |                    |
| 2014 | Kálvária                       | Calvary                            | Fiona Lavelle    | Gáspár Kata        |
| 2014 | Igazából mennyország           | Heaven Is for Real                 | Sonja Burpo      | Kovács Patrícia    |
| 2014 | Dylan Thomas Amerikában        | Set Fire to the Stars              | Caitlin          | Németh Borbála     |
| 2016 | A forradalom napján            | Bastille Day                       | Karen Dacre      | Németh Kriszta     |
| 2018 |                                | 10x10                              | Cathy            |                    |
| 2019 |                                | Eli                                | Rose             |                    |
| 2021 | Nyolc ezüstért                 | The Cursed                         | Isabelle Laurent | Balsai Móni        |
| 2021 |                                | Promises                           | Laura            |                    |
| 2023 | Szeánsz Velencében             | A Haunting in Venice               | Rowena Drake     | Balsai Móni        |
| 2024 |                                | Little Wing                        | Maddie McKay     |                    |
| 2024 | Itt                            | Here                               | Rose             | Németh Kriszta     |

### Televízió
| Év        | Magyar cím                               | Eredeti cím                           | Szerep                      | Megjegyzések                                 |
| --------- | ---------------------------------------- | ------------------------------------- | --------------------------- | -------------------------------------------- |
| 1995      |                                          | The Biz                               | Laura                       |                                              |
| 1995      | Első számú gyanúsított                   | Prime Suspect                         | Polly Henry                 | 2 epizód                                     |
| 1996      |                                          | Ruth Rendell Mysteries                | Kimberley                   | 2 epizód                                     |
| 1996      |                                          | Bramwell                              | Kathleen Le Saux            | 1 epizód                                     |
| 1996      |                                          | Poldark                               | Clowance Poldark            | tévéfilm                                     |
| 1996      |                                          | Sharman                               | Sophie Bright               | 1 epizód                                     |
| 1997      | Rebecca – A Manderley-ház asszonya       | Rebecca                               | Clarice                     | minisorozat (2 epizód)                       |
| 1997      |                                          | Pie in the Sky                        | Tina                        | 1 epizód                                     |
| 1997      | Tom Jones, egy talált gyermek históriája | The History of Tom Jones, a Foundling | Nancy Miller                | minisorozat (3 epizód)                       |
| 1998      |                                          | The Children of the New Forest        | Patience Heatherstone       | tévéfilm                                     |
| 1999      | Harmincasok klubja                       | Wonderful You                         | Nancy                       | 5 epizód                                     |
| 1999      |                                          | Sex 'n' Death                         | Julie                       | tévéfilm                                     |
| 2002      |                                          | The Safe House                        | Fiona "Finn" MacKenzie      | tévéfilm                                     |
| 2003      | Agatha Christie: Poirot                  | Agatha Christie's Poirot              | Mary Gerrard                | - 1 epizód - magyar hangja: - Balsai Móni    |
| 2006      |                                          | A for Andromeda                       | Christine Jones / Andromeda | tévéfilm                                     |
| 2007      | A titkok háza                            | Joe's Palace                          | Charlotte                   | - tévéfilm - magyar hangja: - Németh Kriszta |
| 2008      |                                          | He Kills Coppers                      | Jeannie                     | tévéfilm                                     |
| 2009–2012 |                                          | Above Suspicion                       | Anna Travis                 | főszereplő (11 epizód)                       |
| 2014      |                                          | Black Box                             | Dr. Catherine Black         | főszereplő (13 epizód)                       |
| 2015      | True Detective – A törvény nevében       | True Detective                        | Jordan Semyon               | főszereplő (8 epizód)                        |
| 2017–2018 |                                          | Britannia                             | Kerra                       | főszereplő (9 epizód)                        |
| 2018–2024 | Yellowstone                              | Yellowstone                           | Beth Dutton                 | főszereplő (40 epizód)                       |
| 2023      | Görögsaláta                              | Salade grecque                        | Wendy                       | 3 epizód                                     |